# Weatheradio Canada
Weatheradio Canada (вимовляється як Ветерадіо Канада, фр. Radiométéo Canada  ) —канадська погодна радіо мережа, що належить і управляється Метеорологічною службою Канади підрозділом Навколишнього середовища та зміни клімату Канади. Мережа мовить обома офіційними мовами (англійською та французькою) з 230 сайтів по всій Канаді. Weatheradio Canada, як і їх телефонна служба, використовує Starcaster Text to Speech, який використовується вже багато років і належить компанії STR-SpeechTech Ltd.
У більшості місць служба транслює на одній із семи спеціально виділених УВЧ-радіочастот, чутних лише на виділених приймачах "метеорологічних смуг" або будь-якому УКВ-радіо, здатному приймати пропускну здатність 10 КГц FM-сигналів, зосереджених на цих призначених каналах, які знаходяться в межах більшої "смуги громадського обслуговування". Радіочастоти, що використовуються Weatheradio Canada, такі самі, як і їх американський аналог, NOAA Weather Radio, а приймачі, призначені для використання в одній країні, сумісні для використання в іншій. З 2004 року служба використовує технологію оповіщення про конкретне кодування повідомлень (SAME) для розповсюдження бюлетенів про сувору погоду. Weatheradio повідомив, що в майбутньому він також планує додавати до своїх ефірів іншу інформацію про небезпеку та надзвичайні ситуації цивільного характеру (наприклад, стихійні лиха, технологічні аварії, попередження AMBER та теракти).
У деяких регіонах, переважно національних парках, провінційних парках та віддалених громадах, де місцеві медіа-послуги мало або взагалі відсутні, передавач, що експлуатується Канадською радіомовною корпорацією, здійснює цю послугу на стандартній частоті мовлення AM або FM. Станом на серпень 2007 року більшість із цих передавачів AM та FM були неліцензовані CRTC за спеціальним звільненням від ліцензії, що надається малопотужним некомерційним мовникам.

## Історія
У 1976 році послуга Environment Canada Weatheradio була запущена і розширена до 30 місць приблизно через 10 років. На початку 90-х років збільшення державних інвестицій дозволило значне розширення мережі до теперішніх розмірів — 179 сайтів.
У вересні 2020 року Навколишнє середовище та зміна клімату в Канаді почали вимагати зворотного зв'язку щодо можливого виведення з експлуатації 48 із 230 передавачів. ECCC заявив, що передавачі переважно розташовані в зонах, що перекриваються, і де доступні альтернативні способи доступу (такі як стільникові телефони та Інтернет). 

## Частоти
Сигнали Weatheradio Canada передаються за допомогою FM (10 кГц смуги пропускання ), з кроком смуги 25 кГц. Послуга використовує такі частоти: 
- 162.400 МГц
- 162.425 МГц
- 162.450 МГц
- 162.475 МГц
- 162.500 МГц
- 162,525 МГц
- 162.550 МГц

## Програмування
Інформація про погоду транслюється обома офіційними мовами — спочатку англійською, а потім французькою. Повідомлення про погоду вставляються в звичайний список відтворення та доступні обома офіційними мовами. Морські прогнози транслюються, хоча і за обмеженим графіком. Більшість морських прогнозів транслюються на морській частоті, яка недоступна на більшості погодних радіостанцій. Для цього потрібен спеціальний приймач, здатний приймати морську частоту, яка залежить від провінції. Канада раніше передавала повний морський прогноз, який включав морські оповіщення; відтоді це змінилося між 2007 і 2009 роками. Погодні ефіри також включають УФ-індекс прогнозованого дня та наступного дня під час сезону УФ-індексу. Індекс коливається від 1 (низький) до 10 (екстремальний).

## Зовнішні посилання
- Ветерадіо Канада [Архівовано 25 лютого 2021 у Wayback Machine.]
- Каталог передавачів [Архівовано 21 серпня 2017 у Wayback Machine.] Weatheradio - Weatheradio Канада
- Weatheradio - Списки передавачів (включаючи AM та FM-передавачі) [Архівовано 21 серпня 2017 у Wayback Machine.] - Weatheradio Канада
- Weatheradio - Списки передавачів за провінцією (streema.com)
- Список передавачів Weatheradio на DXinfocentre.com [Архівовано 1 серпня 2010 у Wayback Machine.]